# تارا مک‌دانلد
تارا مک‌دانلد (انگلیسی: Tara McDonald؛ زادهٔ ) یک موسیقی‌دان اهل بریتانیا است.